# Hydrovatus aristidis
Hydrovatus aristidis is een keversoort uit de familie waterroofkevers (Dytiscidae). De wetenschappelijke naam van de soort is voor het eerst geldig gepubliceerd in 1879 door Leprieur.